# Moteado quântico
Moteado quântico é a variação na densidade de uma radiografia uniformemente exposta que resulta da distribuição espacial ao acaso de quanta de raios X absorvidos no écran.
Os procedimentos técnicos que influenciam em sua visualização são:
- mAs altas
- filme de baixo contraste
- écrans de baixa velocidade.